# 1693 en arts plastiques
| Années des arts plastiques : 1690 - 1691 - 1692 - 1693 - 1694 - 1695 - 1696    |
| Décennies des arts plastiques : 1660 - 1670 - 1680 - 1690 - 1700 - 1710 - 1720 |

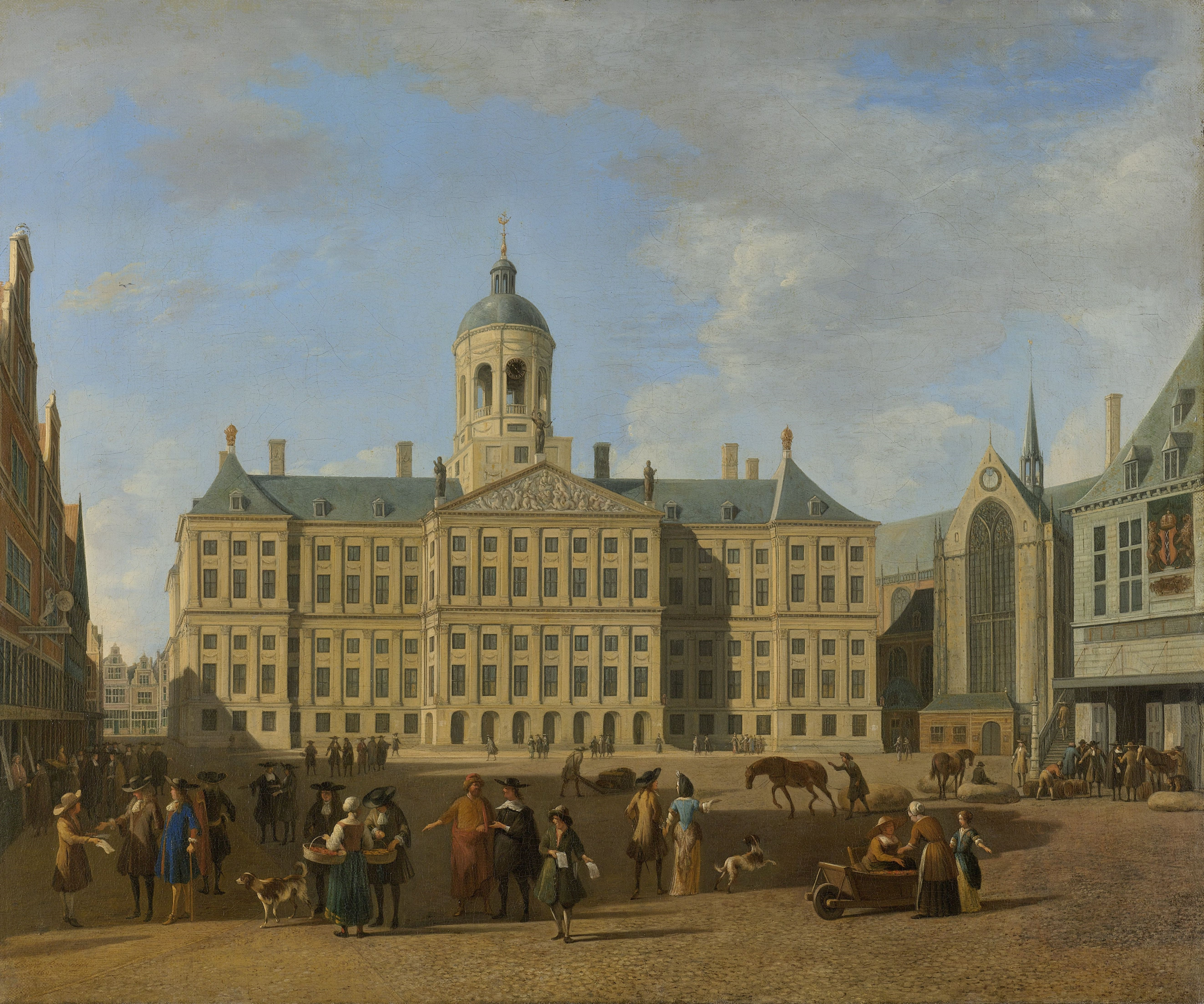
L’Hôtel de ville sur la place du Dam à Amsterdam, toile de Gerrit Berckheyde.

Cette page concerne l'année 1693 en arts plastiques.

## Naissances
- 19 janvier : Hyacinthe Collin de Vermont, peintre français († 16 février 1761).
- ? : Nicolas Delobel, peintre français († 18 mars 1763).

## Décès
- 20 avril : Claudio Coello, peintre et décorateur espagnol (° 1642),
- 28 avril : Jonas Umbach, peintre, dessinateur et graveur à l'eau-forte allemand (° vers 1624),
- 24 juin : Isaac Willaerts, peintre de marine néerlandais (° vers 1620),
- 31 juillet : Willem Kalf, peintre néerlandais (° 3 novembre 1619),
- 12 novembre : Maria van Oosterwijk, peintre baroque néerlandaise (° 27 août 1630),
- 23 novembre : Job Berckheyde, peintre néerlandais (° 27 janvier 1630),
- 13 décembre : Willem Van de Velde l'Ancien, peintre néerlandais (° 1611),
- 24 décembre : Nicolas Maes, peintre néerlandais (° janvier 1634),
- Jan Verkolje, peintre et graveur néerlandais (° 9 février 1650).